# Antonov An-32
Antonov An-32 (ukrajinsky a rusky: Антонов Ан-32; v kódu NATO: Cline) je sovětský (dnes ukrajinský) dvoumotorový turbovrtulový transportní letoun pro krátké a střední tratě.
An-32 je v podstatě Antonov An-26 s překonstruovaným uložením silnějších motorů. Oproti An-26 je určen i pro provoz za ztížených podmínek. Umístění motorových gondol na horní stranu křídla umožnilo použít čtyřlisté vrtule s větším průměrem 4,7 m. Ty jsou poháněny motory AI-20 o výkonu 5100 hp, téměř dvounásobném oproti motorům AI-24 u An-26. An-32 tak vykazuje skvělé vzletové charakteristiky i v tropickém a vysokohorském prostředí.

## Specifikace (An-32)
Podle Jane's All The World's Aircraft 1988-89

### Technické údaje
- Osádka: 3
- Kapacita: 42 vojáků/50 cestujících/24 nosítek se zraněnými a 3 ošetřovatelé
- Užitečný náklad: 6700 kg
- Délka: 23,78 m
- Rozpětí: 29,20 m
- Výška: 8,75 m
- Nosná plocha: 75 m²
- Hmotnost prázdného stroje: 16 800 kg
- Max. vzletová hmotnost : 27 000 kg
- Pohonná jednotka: 2× turbovrtulový motor ZMKB Progress (Ivčenko) AI-20DM
- Výkon pohonné jednotky: 3 812 kW (5 112 ehp)

### Výkony
- Cestovní rychlost: 480 km/h
- Maximální rychlost: 540 km/h
- Dostup: 9500 m
- Max. stoupavost: 640 m/min
- Dolet: 2500 km